# Yesim Erim
Yesim Erim (geboren 1960 in Istanbul) ist eine deutsche Psychoanalytikerin und Professorin für Psychosomatische Medizin und Psychotherapie an der Friedrich-Alexander-Universität Erlangen-Nürnberg. 

## Leben und Wirken
Erim studierte Medizin an der Universität Istanbul und war anschließend zunächst als Ärztin in der zentralanatolischen Provinz Niğde tätig. Ihr Interesse am Fachgebiet der Psychiatrie führt sie zunächst in die psychiatrische Facharztausbildung am psychiatrischen Lehrkrankenhaus Bakirköy in Istanbul, dann als DAAD-Stipendiatin an die Universität Münster, wo sie als Ärztin vor für Psychiatrie, Psychosomatik und Psychotherapie am Universitätsklinikum Münster tätig war. Sie absolvierte eine Ausbildung in Psychoanalyse und ist Mitglied der Deutschen Gesellschaft für Psychoanalyse, Psychotherapie, Psychosomatik und Tiefenpsychologie (DGPT).
Erim initiiert seit 2015 Schulungen für ehrenamtliche Helfer von Geflüchteten und forscht seit 2018 zur psychischen Gesundheit und kulturellen Anpassung von Flüchtlingen und Migranten in Deutschland sowie den Möglichkeiten der Verbesserung der Gesundheit durch Psychotherapie. Sie wendet dabei sowohl qualitative als auch quantifizierende wissenschaftliche Methoden an.
Das von ihr erstmals 2009 herausgegebene Lehrbuch zur interkulturellen Psychotherapie fasst wichtige Themen der psychotherapeutischen Arbeit mit Menschen aus anderen Kulturkreisen zusammen wie die Dolmetscherfrage, interkulturelle Diagnostik, Beziehungsdynamik, die spezifischen Störungsbilder bei von Migranten, die Psychotherapie mit Flüchtlingen und Folterüberlebenden sowie die Versorgungsbereiche der stationären Psychotherapie, der Sozialarbeit mit Migranten und Epidemiologie. Es beinhaltet zahlreiche Fallbeispiele.
Erim betätigt sich auch als Übersetzerin psychoanalytischer Schriften ins Türkische.

## Auszeichnungen
2022 Höffmann-Wissenschaftspreis der Universität Vechta

## Veröffentlichungen (Auswahl)
- (Hrsg.) Klinische Interkulturelle Psychotherapie: Migration und Fluchterfahrung in der therapeutischen Arbeit - Ein Lehr- und Praxisbuch. (Erstauflage 2009) Kohlhammer, Stuttgart, 2024, 2., erweiterte und überarbeitete Auflage. ISBN 978-3-17-034607-9
- mit Eva Morawa: Somatoforme Störungen im Kontext von Migration und Flucht. PiD - Psychotherapie im Dialog 2024; 25(04): 43-47. DOI:10.1055/a-2249-8054.
- mit Birgit Schmitz-Niehues: Problemlösetraining für schizophrene Patienten: Ein bewältigungsorientiertes Therapie-Manual zur Rezidivprophylaxe. dgvt-Verlag, Tübingen 2000. ISBN 978-3-87-159348-2
- mit Martina de Zwaan Psychosoziale Aspekte in der Transplantationsmedizin: In: Psychotherapie, Psychosomatik, Medizinische Psychologie 2018; Mai;68(5):169-170. doi:10.1055/a-0594-7070.
- mit Eva Morara: Psychotherapie mit Migranten und traumatisierten Geflüchteten. In: Psychotherapie, Psychosomatik, Medizinische Psychologie 2016; 66(09/10): 397-409. doi:10.1055/s-0042-115412
- mit  Ines Kollei und Alexandra Martin: Körperdysmorphe Störung: Symptome, Erklärungsansätze und Therapie. In: Psychotherapie, Psychosomatik, Medizinische Psychologie. Thieme-Verlag 2014; 64(09/10): 397-405. doi:10.1055/s-0034-1387205
- Die Resilienz und ihre Implikationen für die Psychotherapie. Audio-CD. Audiroium-Verlag, ISBN 978-3-830-22561-4